# ムクゲネズミ
ムクゲネズミ（尨毛鼠、学名 Craseomys rex）は、齧歯目キヌゲネズミ科タイリクヤチネズミ属に属するネズミの1種。

## 分布
北海道の日高山脈、大雪山、天塩山地、北見山地、後志火山性台地、羊蹄山、渡島半島、利尻島、礼文島、色丹島、歯舞諸島の志発島に分布する。また、サハリン南部にも分布する。

## 形態
利尻島産の成体が、頭胴長が112-143mm、尾長が44-60mm、後足長が20-22.4mm、体重が33-62gになる。天塩産の個体だと、頭胴長が97-137mm、尾長が46-62mm、後足長が19.6-22.2mm、体重が42-78gになる。体毛の背面は、暗い黄褐色もしくは暗褐色になり、エゾヤチネズミのような赤褐色帯がないか不明瞭になる。

## 生態
北海道本島では、標高20mの河畔地から1,900mの山稜線部の二次林を含んだ天然林、造林地などに生息する。利尻島や礼文島では、ササや草本の原野や、それらが侵入した放棄耕地などにも生息する。エゾヤチネズミが生息する場所では、ササが密生したところにはエゾヤチネズミが生息し、ササと草本が混生する林床に本種が生息して棲み分けている。
植物繊維や種子、果実、昆虫を食べる。

## 分類
1971年に、利尻島産標本をタイプ標本として、リシリムクゲネズミ Clethrionomys rexとして新種記載された。続いてミヤマムクゲネズミ Clethrionomys montanus が1972年に北海道本島の日高山脈の標本で新種記載された。その後の分類検討で両種は区別できず、現在は同一種とされる。
環境省レッドリストでは、リシリムクゲネズミ Myodes rex rexとミヤマムクゲネズミ Myodes rex montanusの2亜種に分けているが、亜種を分けない説もある。
なお、本種を含むヤチネズミ類の所属については混乱がある。初期にヤチネズミ属の学名として使用されてきたClethrionomysは、学名の先取権によりMyodesに変更された。さらに、ヤチネズミ属Myodesからタイリクヤチネズミ属Craseomysが分けられ、本種は後者に属するとされるようになった。2019年にはMyodesをレミング属Lemmusのシノニムとする説が提唱され、ふたたびClethrionomysが有効名とされている。

## 種の保全状況評価
Craseomys rex (= Myodes rex) ムクゲネズミ Hokkaido red-backed vole
LEAST CONCERN (IUCN Red List Ver. 3.1 (2001))

- 北海道版レッドデータブック　-希少種（Clethrionomys rex として選定）

Myodes rex rex リシリムクゲネズミ Rishiri dark red-backed vole
準絶滅危惧（NT）（環境省レッドリスト）
Myodes rex montanus ミヤマムクゲネズミ Hokkaido dark red-backed vole
準絶滅危惧（NT）（環境省レッドリスト）